# Aphilopota rufiplaga
Aphilopota rufiplaga är en fjärilsart som beskrevs av W. Warren 1902. Aphilopota rufiplaga ingår i släktet Aphilopota och familjen mätare. Inga underarter finns listade i Catalogue of Life.